# Juniper Canyon
Juniper Canyon es un lugar designado por el censo ubicado en el condado de Crook en el estado estadounidense de Oregón. En el Censo de 2020 tenía una población de 2564 habitantes y una densidad poblacional de 10,28 habitantes por km². Fue incluido como CDP en el censo de 2020.

## Geografía
Juniper Canyon se encuentra ubicado en las coordenadas 44°11′38″N 120°45′34″O / 44.19389, -120.75944.Según la Oficina del Censo de los Estados Unidos,  tiene una superficie total de 249,49 km², de la cual 243,74 km² corresponden a tierra firme y 5,75 km² a agua.